# Доња Бањица
Доња Бањица (мкд. Долна Бањица) (тур. Aşağı Banisa) је насељено место у Северној Македонији, у северозападном делу државе. Доња Бањица припада општини Гостивар.
Доња Бањица је била седиште истоимене општине, која је 2004. године прикључена општини Гостивар. 

## Географски положај
Насеље Доња Бањица је смештено у северозападном делу Северне Македоније. Од најближег већег града, Гостивара, насеље је удаљено 2 km јужно, па је данас његово предграђе.
Доња Бањица се налази у горњем делу историјске области Полог. Насеље је положено на јужном ободу Полошког поља, на месту где се из поља издижу прва брда планине Бистре. Надморска висина насеља је приближно 540 метара.
Клима у насељу је умерено континентална.

## Историја
Почетком 20. века Доња Бањица је село са мешовитим становништвом, православним Словенима и муслиманским Турцима. Већина православних верника су припадали Српској православној цркви.

## Становништво
По попису становништва из 2002. године Доња Бањица је имала 4.356 становника.
Претежно становништво у насељу су Турци (66%), а у мањини су Албанци (25%) и етнички Македонци (8%). 
Већинска вероисповест у насељу је ислам, а мањинска православље.